# Atlet Evropy
Atlet Evropy je anketa, kterou pořádá evropská atletická asociace (EAA) každoročně od roku 1993. Od roku 2007 se rovněž uděluje cena pro vycházející hvězdy evropské atletiky (European Athletics Rising Star). V roce 2012 tohoto ocenění dosáhl český sprinter Pavel Maslák.

## Přehled vítězů

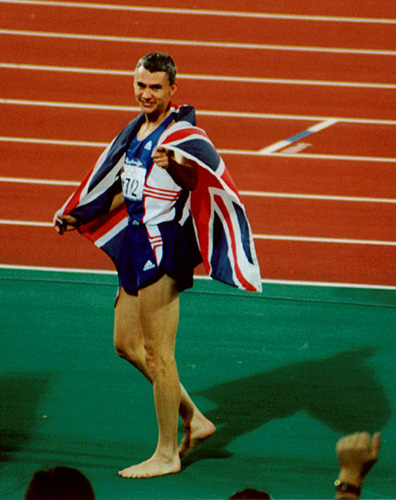
Britský trojskokan Jonathan Edwards byl jako první oceněn dvakrát.

| Rok  | Muži                                | Ženy                    |
| ---- | ----------------------------------- | ----------------------- |
| 1993 | Linford Christie                    | Sally Gunnellová        |
| 1994 | Colin Jackson                       | Irina Privalovová       |
| 1995 | Jonathan Edwards                    | Sonia O'Sullivanová     |
| 1996 | Jan Železný                         | Světlana Mastěrkovová   |
| 1997 | Wilson Kipketer                     | Astrid Kumbernussová    |
| 1998 | Jonathan Edwards                    | Christine Arronová      |
| 1999 | Tomáš Dvořák                        | Gabriela Szabóová       |
| 2000 | Jan Železný                         | Trine Hattestadová      |
| 2001 | André Bucher                        | Stephanie Grafová       |
| 2002 | Dwain Chambers                      | Süreyya Ayhan           |
| 2003 | Christian Olsson                    | Carolina Klüftová       |
| 2004 | Christian Olsson (2)                | Kelly Holmesová         |
| 2005 | Virgilijus Alekna                   | Jelena Isinbajevová     |
| 2006 | Francis Obikwelu                    | Carolina Klüftová (2)   |
| 2007 | Tero Pitkämäki                      | Blanka Vlašičová        |
| 2008 | Andreas Thorkildsen                 | Jelena Isinbajevová (2) |
| 2009 | Phillips Idowu                      | Marta Domínguezová      |
| 2010 | Christophe Lemaitre                 | Blanka Vlašičová (2)    |
| 2011 | Mohamed Farah                       | Marija Savinovová       |
| 2012 | Mohamed Farah (2)                   | Jessica Ennisová        |
| 2013 | Bohdan Bondarenko                   | Zuzana Hejnová          |
| 2014 | Renaud Lavillenie                   | Dafne Schippersová      |
| 2015 | Greg Rutherford                     | Dafne Schippersová (2)  |
| 2016 | Mohamed Farah (3)                   | Ruth Beitiaová          |
| 2017 | Johannes Vetter                     | Katerina Stefanidiová   |
| 2018 | Kévin Mayer                         | Dina Asherová-Smithová  |
| 2019 | Karsten Warholm                     | Marija Lasickeneová     |
| 2020 | nebylo uděleno                      | nebylo uděleno          |
| 2021 | Karsten Warholm (2)                 | Sifan Hassanová         |
| 2022 | Armand Duplantis Jakob Ingebrigtsen | Femke Bolová            |
| 2023 | Jakob Ingebrigtsen (2)              | Femke Bolová (2)        |
| 2024 | Armand Duplantis (2)                | Jaroslava Mahučichová   |

## Vycházející hvězda

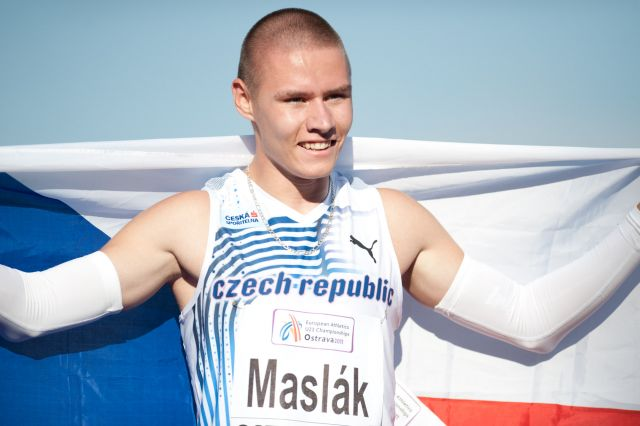
Český sprinter Pavel Maslák se stal evropskou vycházející hvězdou v roce 2012.

| Rok  | Muži                                | Ženy                         |
| ---- | ----------------------------------- | ---------------------------- |
| 2007 | Andrew Howe                         | Jessica Ennisová             |
| 2008 | Raphael Holzdeppe                   | Stephanie Twellová           |
| 2009 | Christophe Lemaitre                 | Karoline Bjerkeli Grøvdalová |
| 2010 | Teddy Tamgho                        | Sandra Perkovićová           |
| 2011 | David Storl                         | Jodie Williamsová            |
| 2012 | Pavel Maslák                        | Angelica Bengtssonová        |
| 2013 | Emir Bekrić                         | Aníta Hinriksdóttir          |
| 2014 | Adam Gemili                         | Marija Kučinová              |
| 2015 | Konrad Bukowiecki                   | Noemi Zbärenová              |
| 2016 | Max Hess                            | Nafissatou Thiamová          |
| 2017 | Karsten Warholm                     | Julija Levčenková            |
| 2018 | Armand Duplantis Jakob Ingebrigtsen | Elvira Hermanová             |
| 2019 | Niklas Kaul                         | Jaroslava Mahučichová        |
| 2020 | nebylo uděleno                      | nebylo uděleno               |
| 2021 | Sasha Zhoya                         | Femke Bolová                 |
| 2022 | Mykolas Alekna                      | Elina Tzengková              |
| 2023 | Mattia Furlani                      | Angelina Topićová            |
| 2024 | Niels Laros                         | Adriana Vilagošová           |